# Banderas de la paz
Han existido varios diseños para una bandera de la paz. 

## Iniciativa de la Bandera de la Paz
"La Bandera de la Paz" es una iniciativa que tiene como objetivo unificar a todas las naciones bajo un símbolo común en el Día Internacional de la Paz. Si bien hay varios íconos de la paz, como la rama de olivo o la paloma de la paz, no existe una bandera mundial oficial de la paz adoptada por las Naciones Unidas. Es por eso que esta iniciativa ha propuesto que todos los 21 de septiembre, cada país levante una versión completamente blanca de su bandera nacional para representar que todos somos uno. En 2013, las embajadas de Colombia, Guinea Ecuatorial y Ecuador en Londres acordaron oficialmente apoyar la iniciativa de la Bandera de la Paz al levantar una versión incolora de sus respectivas banderas el día señalado. La iniciativa fue nominada para un Lápiz Blanco en 2012 en D&AD por su contribución a la paz, en apoyo de Peace One Day. 

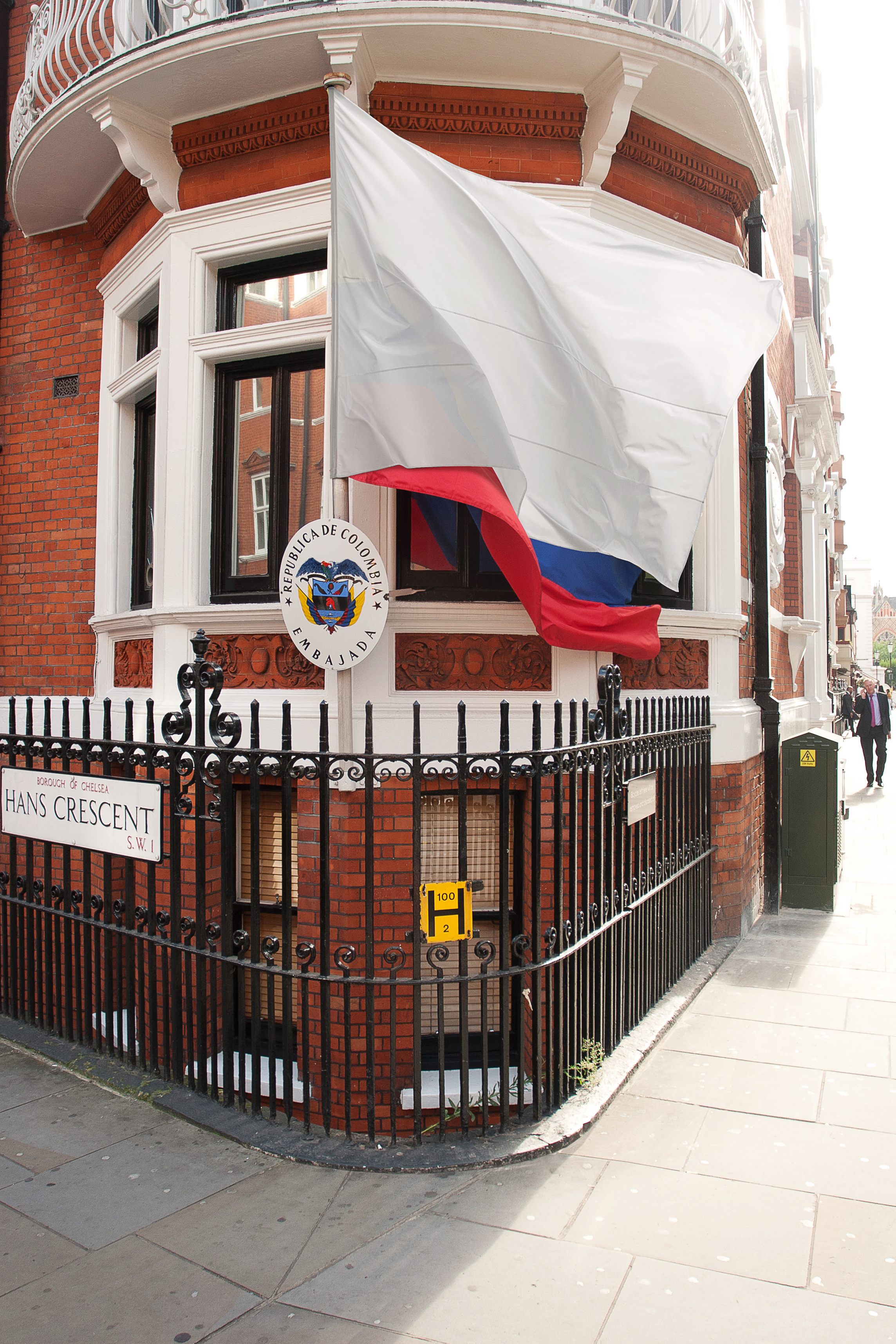
Bandera colombiana de la paz
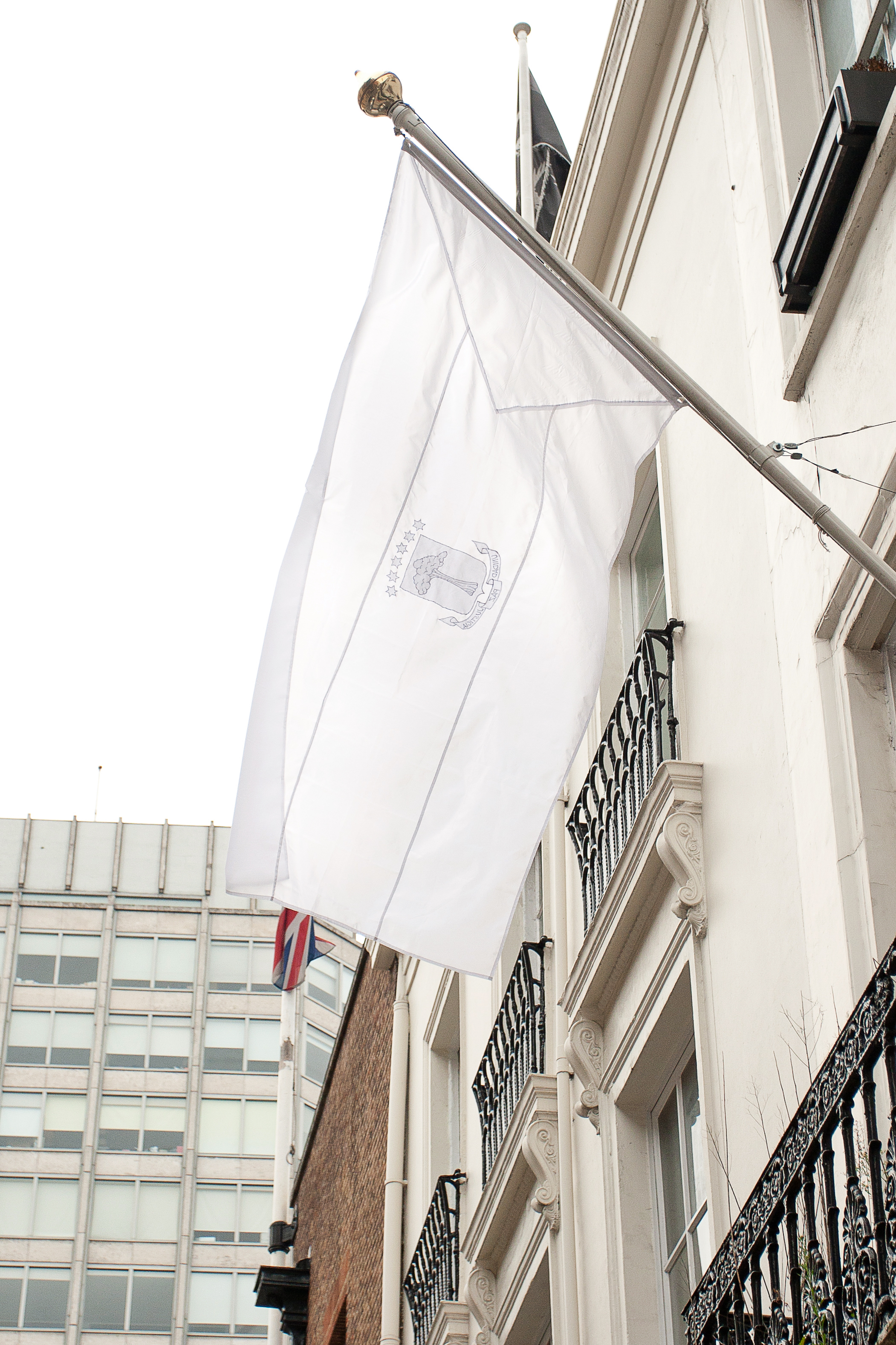
Bandera ecuatoguineana de paz
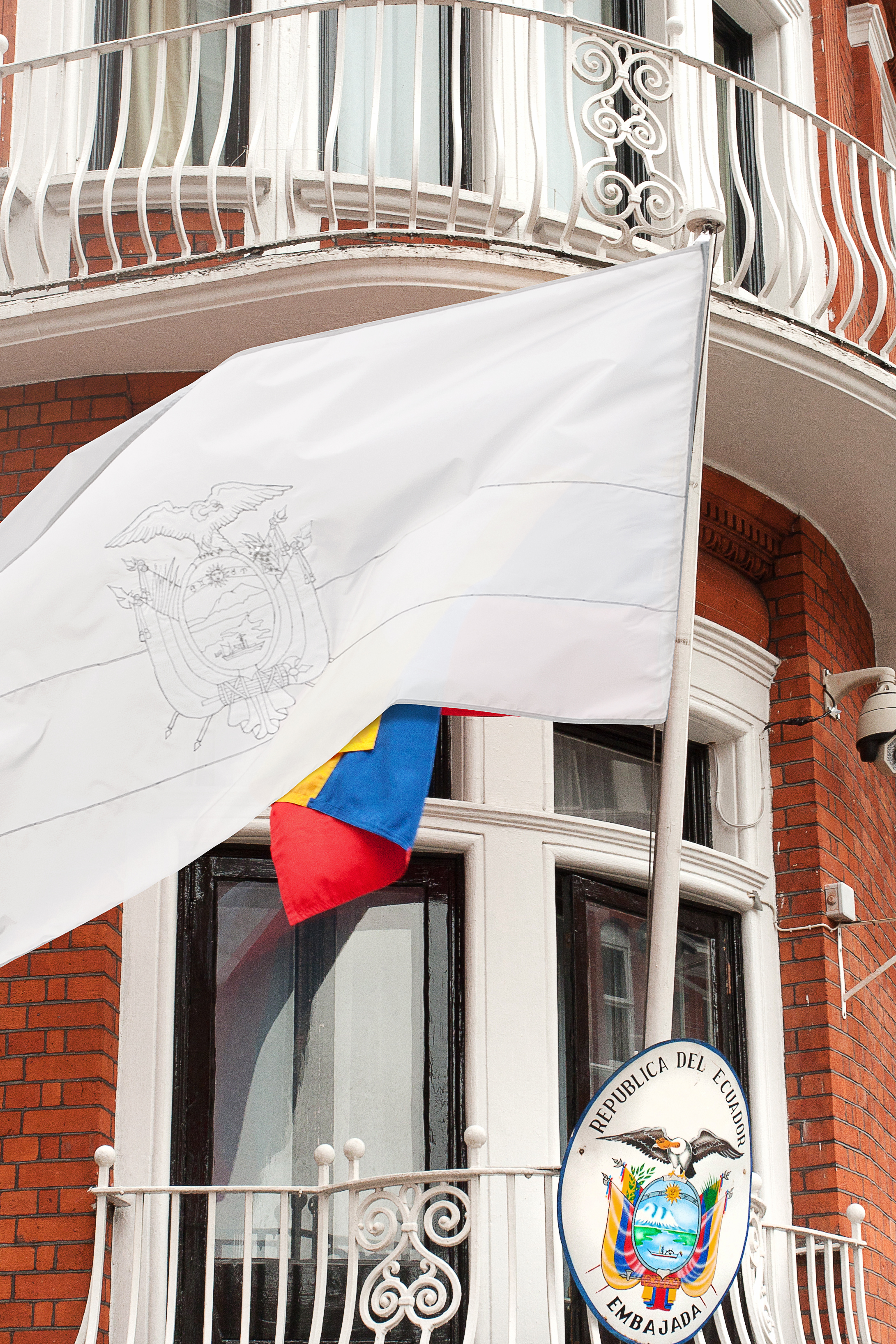
Bandera ecuatoriana de la paz

## Bandera nacional con borde blanco

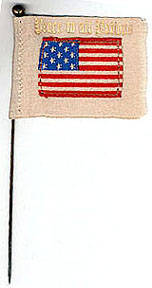
Bandera de los Estados Unidos con borde blanco. El lema reza "Paz a todas las naciones".

La bandera blanca es reconocida en la mayor parte del mundo como una bandera de rendición, tregua o alto el fuego. La primera mención de una bandera blanca utilizada en este contexto se hace durante la dinastía Han (25-220 a. C.). El movimiento contra la guerra también usó una bandera blanca durante la Guerra de Secesión en Estados Unidos en 1861.
En 1891, el tercer Congreso Universal de la Paz en Roma ideó un diseño generalizado de la Bandera de la Paz, que era simplemente la bandera nacional bordeada de blanco para significar una resolución no violenta del conflicto. Esto fue utilizado (aunque no fue adoptado oficialmente) por la American Peace Society y la Universal Peace Union. Fue diseñado por Henry Pettit.

## El estandarte del Consejo Internacional de Mujeres

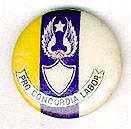
Botón que representa la bandera de la paz

En la década de 1890, la expatriada estadounidense Cora Slocomb di Brazza Savorgnan, la condesa Di Brazza, inventó una bandera de paz universal con tres bandas verticales: amarilla, morada y blanca, que se convirtió en la bandera de la paz del Buró Internacional de la Paz. Originalmente, había un símbolo complicado en la banda media: "un escudo ... coronado por las manos entrelazadas de un hombre y una mujer, sostenido por un par de alas de paloma con una estrella blanca en lo alto; en el escudo puede aparecer cualquier dispositivo elegido por la asociación que adopta la bandera, o simplemente el número de inscripción entre los usuarios de la bandera, o el lema Pro Concordia Labor (Por la paz y el trabajo), o este lema puede colocarse en una cinta en la bandera debajo del escudo, o en un streamer (blanco) del personal de la bandera (azul, el color de la promesa) coronado por una estrella con el lema de la asociación o individuo que usa la bandera sobre el otro streamer blanco ".
Esta bandera fue adoptada por el Consejo Internacional de Mujeres en 1896. En 1904, perdió el diseño complicado y se convirtió en una simple bandera tricolor.

## La bandera de la tierra

La bandera de paz mundial del Congreso Universal de la Paz.

James William van Kirk, un ministro metodista de Youngstown, diseñó la primera bandera de paz mundial de la Tierra, usando rayas del arco iris, estrellas y un globo terráqueo. En 1913 y 1929, realizó una gira de paz por Europa con su bandera. Viajó por todo el mundo argumentando a favor de "la hermandad del hombre y la paternidad de Dios".
El Congreso Universal de la Paz finalmente llegó a adoptar la bandera de Kirk como su bandera oficial de la paz mundial, y posteriormente fue adoptada por la Sociedad Estadounidense de la Paz y otros grupos. Consistía en "la tierra en un campo azul cubierto de estrellas blancas; una banda blanca cruzó el globo y a la izquierda se dividió en un espectro que representa las variaciones de la raza humana, diferentes, pero unidas en paz".

## El estandarte de la paz

Signo del estandarte de la paz

El estandarte de la paz es un símbolo del Pacto Roerich. Este pacto fue el primer tratado internacional dedicado a la protección de instituciones artísticas y científicas y monumentos históricos. Fue firmado el 15 de abril de 1935. La bandera de la paz fue propuesta por Nicholas Roerich para un pacto internacional para la protección de los valores culturales.

## La bandera del arco iris

Los colores reales del arcoíris en la bandera PACE (en italiano, 'paz')

El diseño reciente más común es una bandera del arco iris que representa la paz, utilizada por primera vez en Italia en una marcha por la paz en 1961. La bandera se inspiró en banderas multicolores similares utilizadas en manifestaciones contra armas nucleares. Una versión anterior había presentado una paloma dibujada por Pablo Picasso.
La variedad más común tiene siete colores: púrpura, azul, azur, verde, amarillo, naranja y rojo, y está estampada en negrita con la palabra italiana PACE, que significa "paz". 
Se hizo popular con la campaña Pace da tutti i balconi ("paz desde todos los balcones") en 2002, que comenzó como una protesta contra la guerra inminente en el mundo. La bandera fue izada desde balcones en todas las ciudades italianas por ciudadanos contra la guerra. Su uso también se extendió a otros países, y el ritmo italiano a veces, pero no en todas partes, fue reemplazado por la traducción correspondiente en los idiomas locales. 
Según Amnistía Internacional, el productor Franco Belsito había producido alrededor de 1.000 banderas al año durante 18 años, y de repente tuvo que hacer frente a una demanda en el rango de los millones.
Las variaciones comunes incluyen mover la franja púrpura hacia abajo debajo de la azul y agregar una franja blanca en la parte superior. 
La bandera de la paz de siete colores no debe confundirse con la bandera del orgullo gay de seis colores, que no tiene azur (tiene turquesa) y los colores están en orden opuesto: con rojo en la parte superior. 
Robert A. Heinlein, en su cuento de 1947 The Green Hills of Earth, se refirió al "estandarte del arco iris de Terra [la Tierra]". 

### La bandera de paz más grande
La primera bandera grande de paz fue hecha en Lecce, Salento, Italia, por la asociación "GPace - Juventud por la paz" el sábado 14 de noviembre de 2009. Tenía 21 m de ancho y 40 m de largo. Tres años después, este récord se rompió. El 21 de septiembre de 2012, la Organización de Paz belga Vrede vzw, Vredeshuis Gante y cinco escuelas de la ciudad desplegaron la bandera de paz más grande del mundo (30 m de ancho y 50 m de largo) en el centro histórico de Gante. La acción tenía como objetivo reforzar la demanda de desarme para dar cabida al desarrollo sostenible.

## La marca del observador

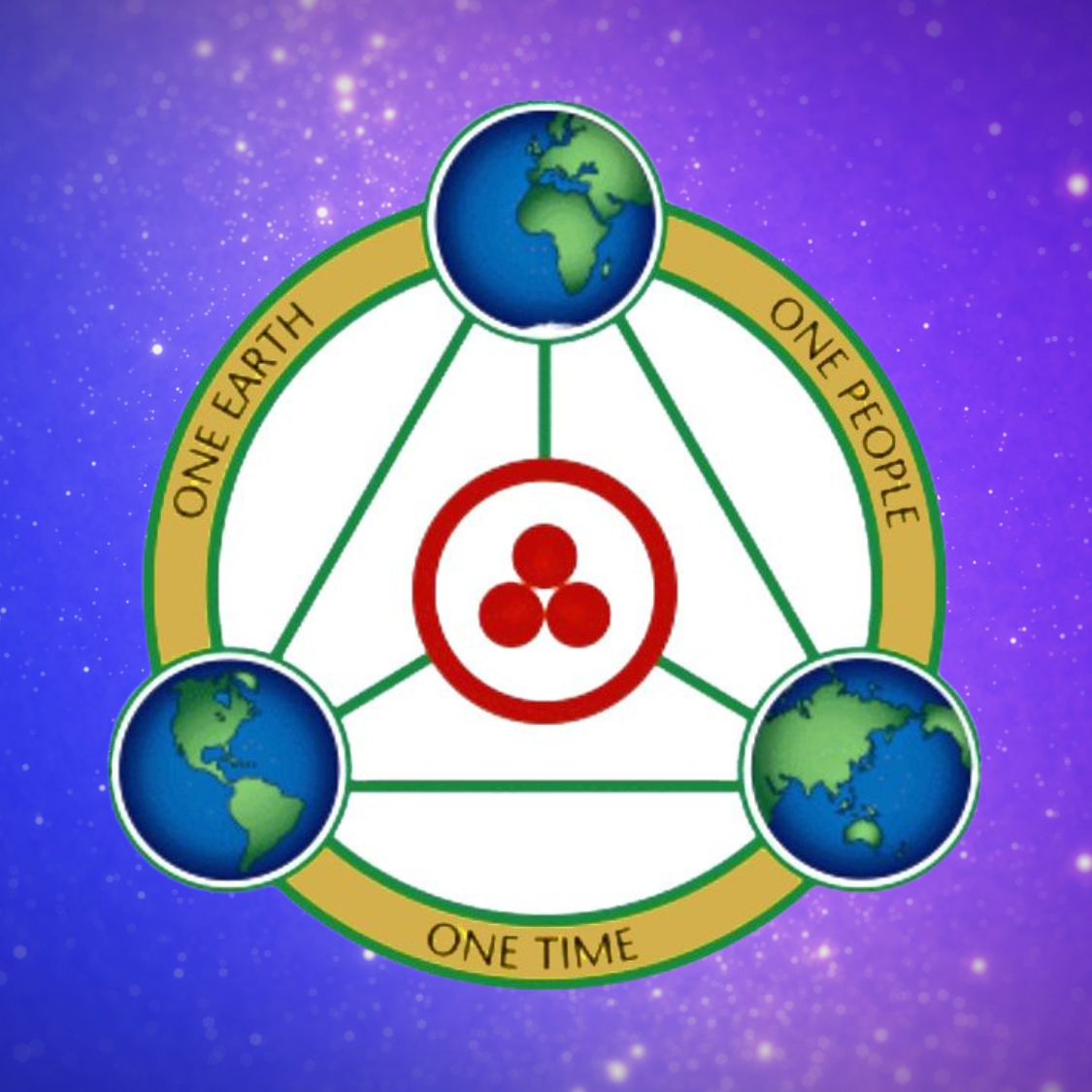
En la bandera intergaláctica de la paz aparece la inscripción "un pueblo, una vez, una tierra".

En la marca del observador, también conocida como la bandera intergaláctica de la paz,aparece la inscripción "un pueblo, un tiempo, una tierra" y el estandarte de la paz, símbolo del pacto Roerich. Es también el símbolo del día fuera del tiempo, un día para celebrar la paz, en el calendario de 13 lunas popularizado por José Argüelles.

## Galería

Bandera de Estados Unidos con signo de paz cantón
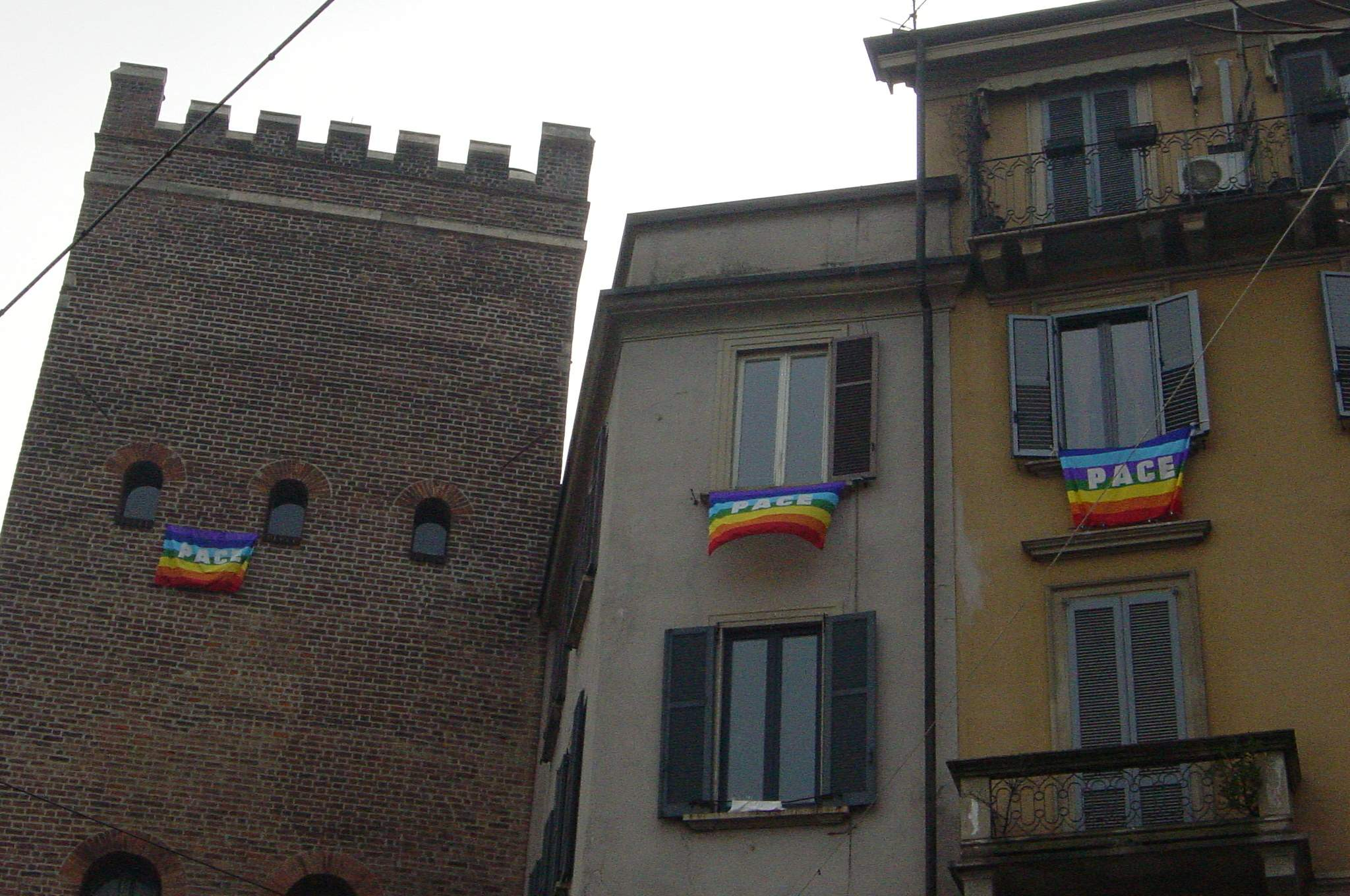
"Pace da tutti i balconi": banderas de paz colgadas de las ventanas en Milán, Italia, en marzo de 2003. Más de 1,000,000 fueron colgadas contra la guerra de Irak.